# 灰鸭
灰鸭（学名：Anas gracilis）是雁形目鸭科的一种鸟类。

## 特征
灰鸭体重约488.11克，翼长约192.2毫米，嘴峰长约39.2毫米，喙宽度约15.3毫米，喙厚度约12毫米，跗蹠长约32.9毫米，尾长约72毫米。灰鸭在其分布区内为留鸟，其栖息在开放的湖泊、沼泽等湿地环境中，食性为杂食性，主要食物来源是水生动物。

## 亚种
- ：分布于新几内亚至澳大利亚、新喀里多尼亚和新西兰。
- ：原分布于所罗门群岛的伦内尔岛。约1959年灭绝。[4]